# Aéroport de Merced
L'aéroport régional de Merced, (code IATA : MCE • code OACI : KMCE) est un aéroport desservant la ville de Merced, dans l’État de Californie, aux États-Unis.

## Situation
| Burbank Santa Rosa Arcata CA Long Beach Merced Santa Monica Fresno Los Angeles Palm Springs Sacramento San Diego San Francisco San Jose Oakland Ontario Santa Ana Monterey Chico Crescent City Imperial Inyokern Mammoth Lakes Carlsbad Bakersfield Modesto Redding San Luis Obispo Santa Barbara Santa Maria Stockton Visalia |